# Peter Bischoff
Peter Bischoff (* 24. März 1904 in München; † 1. Juli 1976 in Hamburg) war ein deutscher Regattasegler, der an den Olympischen Spielen 1936 teilnahm und Gold in der Star-Bootsklasse gewann.
Peter Bischoff und Hans-Joachim Weise vom Berliner Verein Seglerhaus am Wannsee gewannen mit ihrem Boot Wannsee bei den Olympischen Spielen 1936 vor Kiel-Düsternbrook fünf von sieben Regatten und belegten jeweils einmal den zweiten und den vierten Platz. Damit gewannen die beiden den Wettbewerb mit großem Vorsprung vor den Booten aus Schweden und den Niederlanden und erhielten 1936 die einzige Goldmedaille für deutsche Segler.
Peter Bischoff war promovierter Mediziner und Arzt in Berlin. 1937 heiratete er die Opernsängerin Carla Spletter, die Mitglied des Ensembles der Berliner Staatsoper war. Nach dem Zweiten Weltkrieg übersiedelte Bischoff nach Hamburg und baute sich dort eine Arztpraxis auf. Er ist Gründer der Vereinigung Norddeutscher Urologen. Sein Bruder Fritz Bischoff gewann 1936 Bronze in der 8-Meter-Bootsklasse. Am 1. Juli 1976 starb Bischoff mit 72 Jahren in Hamburg.